# Clee St. Margaret
Clee St. Margaret – wieś w Anglii, w hrabstwie Shropshire. Leży 30 km na południe od miasta Shrewsbury i 202 km na północny zachód od Londynu.